# Szupertoronyugrás a 2013-as úszó-világbajnokságon
A szupertoronyugrás a 2013-as úszó-világbajnokságon egy új versenyszám volt a férfiaknak és a nőknek. Július 29-e és 31-e között rendezték meg Barcelona Port Vell nevű részén. A férfiak 27 méter magasról, a nők 20 méteres magasról ugrottak le. A férfiaknak 5 körből, a nőknek 3 körből állt a verseny.

## A verseny menete
| Dátum            | Idő   | Kör                   |
| ---------------- | ----- | --------------------- |
| 2013. július 29  | 16:00 | Férfiak 1. és 2. köre |
| 2013. július 30. | 16:00 | Női döntő             |
| 2013. július 31. | 16:00 | Férfi döntő           |

## Éremtáblázat
| Helyezés | Nemzet                    | Arany | Ezüst | Bronz | Összesen |
| 1        | Amerikai Egyesült Államok | 1     | 1     | 0     | 2        |
| 2        | Kolumbia                  | 1     | 0     | 0     | 1        |
| 3        | Egyesült Királyság        | 0     | 1     | 0     | 1        |
| 4        | Németország               | 0     | 0     | 1     | 1        |
| 4        | Mexikó                    | 0     | 0     | 1     | 1        |
| Összesen | Összesen                  | 2     | 2     | 2     | 6        |

## Eredmények
| Versenyszám | Arany                                        | Arany  | Ezüst                                     | Ezüst  | Bronz                      | Bronz  |
| ----------- | -------------------------------------------- | ------ | ----------------------------------------- | ------ | -------------------------- | ------ |
| Férfi       | Orlando Duque ( Kolumbia)                    | 590.20 | Gary Hunt ( Egyesült Királyság)           | 589.30 | Jonathan Paredes ( Mexikó) | 578.35 |
| Női         | Cesilie Carlton ( Amerikai Egyesült Államok) | 211.60 | Ginger Huber ( Amerikai Egyesült Államok) | 206.70 | Anna Bader ( Németország)  | 203.90 |